# The Royal Tutor
The Royal Tutor (яп. 王室教師ハイネ О:сицу Кё:си Хайнэ, букв.«Королевский наставник Хайне») — комедийная манга, написанная и иллюстрированная Хигасой Акай. Манга выходила с 2013 года по 2021 год в ежемесячном японском журнале GFantasy издательства Square Enix.
На основе манги был выпущен аниме-сериал студии Bridge, премьерный показ которого прошел с 4 апреля по 21 июня 2017 года. Также был поставлен театральный мюзикл. А 17 сентября 2018 года было заявлено о выходе полнометражного фильма, являющегося продолжением сериала. Фильм создавался на студии Tear Studio и вышел 16 февраля 2019 года.

## Сюжет
В королевстве Гланцрайх есть пять принцев. Старший из них гениален и вообще идеальный наследник, а вот четыре оставшихся нуждаются в воспитании. Для этого их отец нанимает королевского наставника, что должен будет проводить одинаковое время со всеми четырьмя оставшимися принцами и обучать их.
На эту должность назначают Гейне Витгенштейна. Однако ни один из принцев не собирается признавать его своим учителем.

## Персонажи
Гейне Витгенштейн (яп. ハイネ・ヴィトゲンシュタイン Хайнэ Вуитогэнсютайн) — королевский наставник для четвёрки принцев. Из-за внешности его часто принимают за ребёнка, но на самом деле он взрослый мужчина. В аниме Гейне был знаком с королём ещё до начала событий и, получив задание от короля по воспитанию принцев, берётся за дело со всей серьёзностью. В манге до сих пор ничего неизвестно о его прошлом.
Сэйю: Кэйсукэ Уэда
Кай фон Гланцрайх (яп. カイ・フォン・グランツライヒ Кай Фон Гуранцурайхи) — второй принц, 17 лет. Молчаливый юноша, редко появляющийся на публике. Его взгляд способен буквально приковать человека к месту, но в кругу семьи принц добр и скромен. Получил статус «принц взгляда». Любит животных, свою семью и все мягкое. Молчалив, но когда говорит, то начинает сразу с сути дела и только когда есть смысл говорить. В манге у него есть невеста Беатрис, которая также приходится ему кузиной.
Сэйю: Юя Асато
Бруно фон Гланцрайх (яп. ブルーノ・フォン・グランツライヒ Буру:но Фон Гуранцурайхи) — третий принц, 16 лет. Вундеркинд, с детства поражавший двор остротой ума. Использует логику и уже написал несколько научных трудов, признанных в том числе и за пределами королевства. Вначале отказывается признавать наставника, не получившего формального образования в университете, но как только Гейне проходит его тест и даже находит ошибку в нем, начинает звать его «мастером» и относиться с почтением. В манге поступает в университет и строит дружеские отношения с помощником профессора Дмитрия — Смердяков.
Сэйю: Юто Адати
Леонхард фон Гланцрайх (яп. レオンハルト・フォン・グランツライヒ Рэонхаруто Фон Гуранцурайхи) — четвёртый принц, 15 лет. Считает себя самым красивым принцем на западном континенте. Ненавидит учителей из-за детской травмы от своего первого строгого репетитора. У него явные пробелы в книжных знаниях, но он преуспевает в спорте. Крайне упрямый и обладает множеством черт типичного цундэрэ. В качестве защиты от возможного унижения он держится за капризы, которым все потакают, учитывая его положение, и возможность сбежать от провала до того, как он случится. В манге опекает младшую сестру Адель.
Сэйю: Дайсукэ Хиросэ
Лихт фон Гланцрайх (яп. リヒト・フォン・グランツライヒ Рихито Фон Гуранцурайхи) — пятый принц, 14 лет. Веселый, быстро может завести близкие отношения с членами королевских семей других стран. Из-за его дружелюбного поведения кажется, что он и вовсе не королевских кровей. Но под маской легкомысленного и беззаботного ловеласа скрывается хорошо разбирающийся в политике принц. Имеет много друзей и поклонниц среди женщин.
Сэйю: Сёта Аои

## Медиа

### Манга
Манга была создана Хигасой Акай. Первая глава вышла в декабрьском номере 2013 года журнала Monthly GFantasy. Square Enix издаёт её в виде танкобонов с 27 июня 2014 года. Последняя глава манги выходит в выпуске журнала от 18 мая 2021 года.
Yen Press лицензировала мангу в Северной Америке. Изначально она выпускалась лишь в цифровом виде, но позже издательство запустило её в печать.

#### Список томов
| №  | Дата публикации      | ISBN                |
| -- | -------------------- | ------------------- |
| 1  | 27 июня 2014 года    | ISBN 978-4757543454 |
| 2  | 27 августа 2014 года | ISBN 978-4757544048 |
| 3  | 27 февраля 2015 года | ISBN 978-4757545755 |
| 4  | 27 июля 2015 года    | ISBN 978-4757547032 |
| 5  | 21 ноября 2015 года  | ISBN 978-4757548176 |
| 6  | 27 апреля 2016 года  | ISBN 978-4757549685 |
| 7  | 27 октября 2016 года | ISBN 978-4757551428 |
| 8  | 27 марта 2017 года   | ISBN 978-4757553002 |
| 9  | 27 июля 2017 года    | ISBN 978-4757554252 |
| 10 | 27 января 2018 года  | ISBN 978-4757556089 |
| 11 | 27 июля 2018 года    | ISBN 978-4757557963 |
| 12 | 26 января 2019 года  | ISBN 978-4757559912 |
| 13 | 26 июля 2019 года    | ISBN 978-4757562189 |
| 14 | 27 января 2020 года  | ISBN 978-4757564848 |
| 15 | 27 июля 2020 года    | ISBN 978-4757567726 |
| 16 | 27 января 2021 года  | ISBN 978-4757570542 |

### Аниме
Аниме-версия была выпущена студией Bridge и демонстрировалась впервые с 4 апреля по 20 июня 2017 года на каналах TV Tokyo и TV Osaka. Сервис Crunchyroll стримил аниме с английскими субтитрами в то же время по всему миру.
Начальная тема сериала — Shoppoi Namida (яп. しょっぱい涙 Сёппой Намида, Salty Tears), исполняемая Сёго Сакамото, завершающая — Prince Night ~Doko ni Ita no Sa!? MY PRINCESS~ (яп. Prince Night〜どこにいたのさ!? MY PRINCESS〜), которую исполнили сэйю основных персонажей: Кэйсукэ Уэда, Юя Асато, Юто Адати, Дайсукэ Хиросэ и Сёта Аои.
Аниме было выпущено на DVD. В первую неделю продаж первый диск занял 3 место в рейтинге по числу проданных копий.
Аниме лицензировано в Северной Америке Funimation. Компания выпускала аниме с английской озвучкой одновременно с его показом в Японии.
| No. | Название                                                                          | Премьерный показ |
| --- | --------------------------------------------------------------------------------- | ---------------- |
| 1 | «The Royal Tutor Arrives» «О:сицу кё:си, куру» (王室教師、来る)                   | 4 апреля 2017    |
| Гейне прибывает во дворец и знакомится с четырьмя принцами, которые встречают его совсем не дружелюбно. Он пытается поговорить с каждым принцем наедине и дать им тест для проверки знаний. Первым он пытается разговорить Леонхарта, ненавидящего тесты и обожающего сладости. |                                                                                   |                  |
| 2 | «The Prince Interviews» «О:дзи мэндан» (王子面談)                                 | 11 апреля 2017   |
| Гейне встречается с тремя остальными принцами и даёт тест для прохождения и им. Бруно в ответ устраивает свой собственный тест для него. Лихт - задаёт неудобные вопросы о прошлом. А Кай утверждает, что Гейне стал первым наставником, заговорившим с ним.                    |                                                                                   |                  |
| 3 | «You Don't Need to Accept Me» «Митомэнакутэ мо и:нодэ» (認めなくてもいいので)     | 18 апреля 2017   |
| 4 | «The Princes Go To Town» «О:дзи, мати э ику» (王子、街行く)                       | 25 апреля 2017   |
| 5 | «Assailed by the Greatest of Trials» «Сайдай но сирэн, сю:рай» (最大の試練、襲来) | 2 мая 2017       |
| 6 | «At Café Mitter Mayer» «Кафэ митта: майя: нитэ» (カフェ・ミッター・マイヤーにて)  | 9 мая 2017       |
| 7 | «The Whereabouts of a Dream» «Юмэ но арика» (夢の在処)                            | 16 мая 2017      |
| 8 | «A Timid Heart» «Окубёна кокоро» (臆病な心)                                       | 23 мая 2017      |
| 9 | «The Price of the Past» «Како но дайсё» (過去の代償)                              | 30 мая 2017      |
| 10 | «The Professor I Don't Know» «Боку но сира най сэнсэй» (僕の知らない先生)         | 6 июня 2017      |
| 11 | «The Pair's Promise» «Футари но Якусоку» (二人の約束)                             | 13 июня 2017     |
| 12 | «The Last Lesson» «Сайго но Дзюгё:» (最後の授業)                                  | 20 июня 2017     |

### Мюзикл
На основе манги осенью 2017 года был поставлен театральный мюзикл, демонстрировавшийся на сцене в Токио и Осаке. Главных героев в нем сыграли те же актёры, что озвучивали персонажей в аниме — Кэйсукэ Уэда, Юя Асато, Юто Адати, Дайсукэ Хиросэ и Сёта Аои.
Мюзикл был выпущен также на DVD, в первую неделю заняв 14 место в рейтинге продаж.

### Фильм
17 сентября 2018 года было заявлено о выходе полнометражного фильма, являющегося продолжением сериала. Фильм создавался на студии Tear Studio и вышел 16 февраля 2019 года.
Полнометражный анимационный фильм продолжает сюжет аниме, но не основан на манге. В Райх с визитом прибывают принцы из другого королевства — близнецы Евгений Александрович и Иван Александрович Романо. Они показывают себя садистами, так что главные герои решают преподать им урок.

## Критика
Манга вошла в список рекомендуемых графических романов 2018 года, выпущенный молодежным отделением американской библиотечной ассоциации.
События разворачиваются в вымышленной стране, которая напоминает Австро-Венгрию XIX века. Хотя произведение позволяет расположить сюжет в реальном историческом периоде, оно не отличается тщательным вниманием к историческим деталям. В манге мир описан более тщательно, чем аниме.
Наличие на обложках и промо-постерах обилия бисёнэнов вводит многих в заблуждение о жанре произведения. С первого взгляда большинство предполагает, что это либо романтическое произведение с «гаремом наоборот», либо произведение, рассчитанное на поклонниц яоя. Но о романтике в произведении нет и речи. Оно сочетает в себе юмор и теплоту «Гостевого клуба лицея Оран» и пышность и великолепие исторического фэнтези Black Butler, сменившего Лондон на Вену. Юмор в произведении в основном построен на противостоянии серьезного и непоколебимого отношения Гейне эксцентричному поведению принцев. Изображение Гейне в виде тибика часто подчеркивает это. Главный герой становится предметом постоянных шуток про его детский внешний вид, но Хигаса Акай находит способы каждый раз обыграть их.
Центральные персонажи произведения с первого взгляда характеризуются привычными для манги и аниме архетипами: страшный принц с золотым сердцем, цундэрэ, ловелас, гений-очкарик и взрослый наставник, по загадочным причинам выглядящий как ученик начальной школы. Но все же они прописаны намного глубже и выглядят достаточно реалистично и трехмерно. Практически с самого начала они раскрываются как обычные подростки со своими проблемами и умеющие доставлять такие проблемы другим. Например, Леонхарт не просто заносчив, заносчивость — это его защитный механизм, вызванный чересчур привилегированным рождением и ощущением заменяемости.
Рисунок манги четкий и ясный. Прорисованные фоны интерьеров дворцов задают фон повествованию, но временами мангака отказывается от изображения фона, чтобы подчеркнуть реакцию персонажей.
Изображение в аниме выполнено на уровне достаточном, чтобы не отвлекать от повествования и очередной шутки. Но фоны временами слишком плоски, особенно это заметно на роскошных интерьерах дворца, что делает дом принцев неживым.
Музыка Кэйдзи Инаи отлично соответствует аниме, исторические инструменты создают нужную атмосферу, а фортепиано отлично подчеркивает серьезные моменты.